# Philippe Adams
Philippe Adams (* 19. listopadu 1969 Mouscron, Belgie) je bývalý belgický automobilový závodník. Mistr Velké Británie formule 2, vicemistr britské formule 3 a účastník formule 1 v roce 1994.

## Biografie
Philippe Adams se narodil 19. listopadu 1969 v belgickém městečku Mouscron. V roce 1981, tedy ve svých 12 letech začal závodit na motokárách, v roce 1984 již sedí v opravdovém závodním voze. Do povědomí všech se dostal v roce 1988, když startoval v evropském šampionátu Opel Lotus, kde prozatím končí na 31 místě. Ale v témže roce startuje i v britské sérii Vauxhall Lotus, kde po třech 3. místech v Thruxtonu, Silverstone a Doningtonu, získává skvělé 8. místo v celé sérii. O rok později jezdil v týmu Bowman Racing s vozem Ralt RT33 s motorem VW v britské formuli 3. Po vítězství v Brands Hatch a dvou druhých místech v Silverstone a Briminghamu, končí na šestém místě s 23 body a mezi poraženými jsou i budoucí hvězdy jako Mika Häkkinen, Mika Salo, Alain Menu, Paul Stewart a Paul Warwick. Ve stejném týmu se stejným vozem nastoupil v dalším roce, aby se pokusil znovu bojovat o titul britského šampióna F3. Ale ten rok zcela dominovali finští jezdci Mika Häkkinen a Mika Salo.
Pro rok 1991 se rozhodl opustit Evropu a odešel do Japonska, kde pokoušel štěstí hned ve třech sériích a to ve formuli 3, formuli 3000 a v cestovních vozech, ale ani v jedné z nich se výrazně neprosadil. Po neúspěchu v Japonsku se vrátil do britské formule 3, do týmu Alan Docking Racing s vozem Ralt RT36 Mugen. Adams zvítězil ve dvou závodech v Brands Hatch a Silverstone a celkově nestačil pouze na Brazilce Gil de Ferrana. Ve vítězném tažení pokračoval v následujícím roce ve formuli 2, kde po pěti vítězství získal titul.
V roce 1994 se soustředil na mistrovství Belgie procar, kde zvítězil ve Velké ceně Belgie s vozem Audi. V cestovních vozech pokračoval i v německém mistrovství DTM, kde se zúčastnil dvou podniků.

## Formule 1
Alan Jones se pohrdavě vyjádřil pro australskou televizi o Adamsově vstupu do formule 1, kde srovnával jeho 10leté zkušenosti. Poukázal i na to, že Adams si zajistil místo ve voze Lotus pro domácí Grand Prix Belgie jen díky velkému balíku peněz a nahradil v týmu Alessandra Zanardiho. Vůz Lotus 109 s agregátem Mugen nepatřil mezi konkurenceschopné vozy navíc cestu za lepším časem ztížil Adamsovi i déšť, který zkrápěl trať po oba dny tréninků před samotnou Grand Prix. Ani výborná znalost místní tratě mu neumožnila poznat limity vozu. V prvním pátečním tréninku rozbil vůz o zeď, poté co přední část vozu ztratila přítlak. Nakonec se přece jen kvalifikoval na 26 místě do závodu. V závodě vydržel pouhých 15 kol než se ocitl mimo trať. V následující velké ceně ho znovu nahradil Zanardi, aby se v Portugalsku vrátil do monopostu, aby vybojoval 16 místo se ztrátou 4 kol na vítěze. Do závodu se kvalifikoval na 25 místě se ztrátou 5s na pole position Gerharda Bergera a 2 s na svého týmového kolegu Johnna Herberta. To bylo jeho poslední vystoupení ve formuli 1. Ani štědrost jeho belgických sponzorů nedokázala zamaskovat jeho podprůměrný výkon v závodech Grand Prix.

## Období po F1
Po neúspěšném působení v seriálu formule 1 se v roce 1995 vrací do belgického šampionátu Procar s vozem Audi 80. Celkově končí na třetím místě, když dokázal zvítězit v obou závodech v Zolderu a Colmerbergu. Pro rok 1996 se nechal zlákat francouzským projektem Vertigo, Erica van de Vyvera a Tonyho Gilleta, pro závody sportovních vozů. Problémy s vývojem převodovky pozdržely nasazení vozu do šampionátů a tak se debut odehrál až na trati ve španělské Jarame, kde posádka vozu cíl neviděla. Stejně neúspěšně dopadl další pokus v Silverstone a Francouzi nakonec od projektu opustili. Přesto se Adams zúčastnil dalších závodu s vozem Dodge Viper, ale nedokázal zaznamenat výrazné zlepšení.
Období od 1996 do 1997 se Adams díky Stephenu Herbertovi dostal do série N, kde pilotoval BMW M3. V mistrovství Evropy se mu podařilo zvítězit společně s Martinem Wagenstetterm v italském Magione. V roce 1998 se Adams přesunul do Veedol Long-Distance Cup, vypsaného pro produkční sportovní vozy. S vozem BMW 318ti Compact, který sdílel opět s Martinem Wagenstetterm, vytvořil nový rekord na starém Nurburgringu časem 10:12,75 a průměrnou rychlostí 140,116 km/h. V tomto závodě zvítězil ve své třídě. V roce 1999 se Adams dostal do týmu East Belgian Racing team, který provozoval vozy BMW M3 v sérii cestovních vozů.

## Výsledky ve Formuli 1
| Legenda k tabulce | Legenda k tabulce                                                                       |
| Barva             | Výsledek                                                                                |
| ----------------- | --------------------------------------------------------------------------------------- |
| Zlatá             | Vítěz                                                                                   |
| Stříbrná          | 2. místo                                                                                |
| Bronzová          | 3. místo                                                                                |
| Zelená            | Bodované umístění                                                                       |
| Modrá             | Nebodované umístění                                                                     |
| Modrá             | Dokončil neklasifikován (NC)                                                            |
| Fialová           | Odstoupil (Ret)                                                                         |
| Červená           | Nekvalifikoval se (DNQ)                                                                 |
| Červená           | Nepředkvalifikoval se (DNPQ)                                                            |
| Černá             | Diskvalifikován (DSQ)                                                                   |
| Bílá              | Nestartoval (DNS)                                                                       |
| Bílá              | Závod zrušen (C)                                                                        |
| Světle modrá      | Pouze trénoval (PO)                                                                     |
| Světle modrá      | Páteční testovací jezdec (TD)                                                           |
| Bez barvy         | Netrénoval (DNP)                                                                        |
| Bez barvy         | Vyřazen (EX)                                                                            |
| Bez barvy         | Nepřijel (DNA)                                                                          |
| Bez barvy         | Odvolal účast (WD)                                                                      |
| Bez barvy         | Nezúčastnil se (prázdné)                                                                |
| Označení          | Význam                                                                                  |
| Tučnost           | Pole position                                                                           |
| Kurzíva           | Nejrychlejší kolo                                                                       |
| †                 | Jezdec nedojel do cíle, ale byl klasifikován, protože odjel více než 90 % délky závodu. |
| ‡                 | Byl udělován poloviční počet bodů, protože bylo odjeto méně než 75 % délky závodu.      |
| Horní index       | Umístění bodujících jezdců ve sprintu                                                   |

| Rok  | Tým        | Šasi      | Motor           | 1   | 2   | 3   | 4   | 5   | 6   | 7   | 8   | 9   | 10  | 11      | 12  | 13     | 14  | 15  | 16  | Body | Umístění |
| ---- | ---------- | --------- | --------------- | --- | --- | --- | --- | --- | --- | --- | --- | --- | --- | ------- | --- | ------ | --- | --- | --- | ---- | -------- |
| 1994 | Team Lotus | Lotus 109 | Mugen-Honda V10 | BRA | PAC | SMR | MON | ESP | CAN | FRA | GBR | GER | HUN | BEL Ret | ITA | POR 16 | EUR | JPN | AUS | 0    | —        |

### Výsledky z ostatních kategorií automobilového sportu
| Sezóna  | Série                        | Tým                     | Závody | Pole position | Vítězství | Body | Konečné umístění |
| 1981-83 | Motokáry                     |                         |        |               |           |      |                  |
| 1988    | Formule Opel Lotus           |                         |        |               |           |      | 31. místo        |
| 1988    | Formule Vauxhall Lotus       |                         |        |               |           |      | 8. místo         |
| 1989    | Formule 3                    | Ralt RT33               |        |               | 1         | 23   | 6. místo         |
| 1990    | Formule 3                    | Ralt RT33               |        |               |           | 25   | 6. místo         |
| 1991    | Formule 3                    | Ralt RT35               |        |               |           | 9    | 12. místo        |
| 1991    | Formule 3000                 |                         | 1      |               |           |      |                  |
| 1991    | Cestovní vozy                |                         |        |               |           |      |                  |
| 1992    | Formule 3                    | Ralt RT36               |        |               | 2         | 56   | 2. místo         |
| 1993    | Formule 2                    | Reynard 92D Reynard 91D |        |               | 5         | 45   | 1. místo         |
| 1994    | Procars                      | Audi 80 Quattro         |        |               | 1         |      |                  |
| 1994    | DTM                          |                         | 2      |               |           |      |                  |
| 1995    | Procars                      | Audi 80 Quattro         |        |               | 4         |      | 3. místo         |
| 1996    | BPR Global GT Endurance      | Vertigo                 | 2      |               |           |      |                  |
| 1996    | Vozy GT                      | Dodge Viper             | 1      |               |           |      |                  |
| 1996    | International Group N Series | BMW M3                  |        |               |           |      |                  |
| 1997    | International Group N Series | BMW M3                  |        |               | 1         |      |                  |
| 1998    | Veedol Long-Distance Cup     | BMW 318ti               |        |               |           |      |                  |
| 2000    | Veedol Long-Distance Cup     | Ferrari F355            |        |               |           |      |                  |